# Kristen Pazik
Kristen Pazik (Minneapolis, 11 agosto 1978) è una modella statunitense.

## Biografia
Figlia di Mike Pazik, ex giocatore di baseball professionista, lanciatore in MLB coi Minnesota Twins dal 1975 al 1977, è di origine polacca. Già fidanzata con Pier Silvio Berlusconi, è nota soprattutto per essere la moglie dell'ex calciatore ucraino Andrij Ševčenko. I due si sono conosciuti in una festa a Milano e dopo due anni di fidanzamento si sono sposati nel luglio del 2004 su un campo da golf vicino a Washington. La coppia ha quattro figli: Jordan, nato il 29 ottobre 2004, Christian, nato il 10 novembre 2006, Oleksandr, nato il 1º ottobre 2012, Rider Gabriel, nato il 6 aprile 2014. A differenza di suo marito che è ortodosso, Kristen è cattolica.